# Mieszkowice
Mieszkowice (in tedesco Bärwalde) è un comune urbano-rurale polacco del distretto di Gryfino, nel voivodato della Pomerania Occidentale.
Ricopre una superficie di 238,67 km² e nel 2005 contava 7 624 abitanti.